# Cabrerets
Cabrerets település Franciaországban, Lot megyében. Lakosainak száma 222 fő (2022. január 1.). Cabrerets Bouziès, Cras, Lauzès, Lentillac-du-Causse, Orniac, Sabadel-Lauzès, Sauliac-sur-Célé, Tour-de-Faure, Bellefont-La Rauze és Saint Géry-Vers községekkel határos.

## Népesség
A település népességének változása:
| Lakosok száma | 242  | 213  | 203  | 228  | 228  | 230  | 229  | 228  | 225  | 222  |
|               | 1968 | 1982 | 1999 | 2006 | 2011 | 2015 | 2017 | 2018 | 2020 | 2022 |